# Плави
Плави (пол. Pławy) — село в Польщі, у гміні Освенцим Освенцимського повіту Малопольського воєводства.
Населення — 351 особа (2011).

## Історія
У 1975-1998 роках село належало до Бельського воєводства, підпорядковувалося районній адміністрації в Освенцимі.

## Демографія
Демографічна структура станом на 31 березня 2011 року:
|          | Загалом | Допрацездатний вік | Працездатний вік | Постпрацездатний вік |
| -------- | ------- | ------------------ | ---------------- | -------------------- |
| Чоловіки | 170     | 30                 | 125              | 15                   |
| Жінки    | 181     | 34                 | 113              | 34                   |
| Разом    | 351     | 64                 | 238              | 49                   |